# Sam Lazar
Sam Lazar (* ca. 1933 in St. Louis, Missouri) ist ein ehemaliger US-amerikanischer Jazzpianist, der ab 1958 als Organist des Soul-Jazz hervortrat.

## Leben und Wirken
Lazar begann seine Karriere in St. Louis zunächst als Pianist bei Ernie Wilkins, bevor er kurz bei Count Basie spielte. Danach arbeitete er in George Hudsons Bigband und bei Tab Smith. Von 1951 bis 1953 leistete er seinen Militärdienst ab. Nach seiner Entlassung begann er eine Ausbildung als MTA. Unter dem Eindruck eines Konzerts von  Jimmy Smith und dessen Trio im Peacock Alley Club in St. Louis 1958 wechselte er zur Hammond-Orgel und kehrte zur Musikszene zurück. Lazar arbeitete in St. Louis mit einer Orgel-Combo, der Musiker wie Grant Green, Joe Diorio und der Schlagzeuger Phillip Wilson angehörten. 1960 entstand ein erstes Album für Argo (Space Flight), an dem auch der Bassist Willie Dixon mitwirkte. Ab 1964 verlieren sich die Spuren von Lazar.

## Diskographische Hinweise
- Space Flight (Cawthron; 1960)
- Playback (1962)
- Soul Merchant (1962)